# سو هاريس
سو هاريس (بالإنجليزية: Sue Harris)‏ هي ملحنة بريطانية، ولدت في 4 مارس 1973.

## وصلات خارجية
- سو هاريس على موقع IMDb (الإنجليزية)
- سو هاريس على موقع ميوزك برينز (الإنجليزية)
- سو هاريس على موقع ديسكوغز (الإنجليزية)